# Fase 1 2020 (Perú)
La Fase 1 2020 (anteriormente llamado Torneo Apertura) fue el primero de los dos torneos cortos que conformaron la Liga 1 2020. Empezó el 31 de enero de 2020 y finalizó el 19 de octubre de 2020.
El 12 de marzo, la FPF emitió un comunicado anunciando la suspensión temporal hasta el 30 de marzo del Torneo Apertura de la Liga 1 debido a la pandemia por coronavirus.
Tras una reunión de los clubes con la FPF el 8 de mayo de 2020, se acordó en primera instancia que la fecha idónea para la reanudación del torneo sea el viernes 31 de julio de 2020. Sin embargo, debido al poco tiempo de entrenamiento que tendrían los equipos, se aplazó para el viernes 7 de agosto de 2020. El torneo fue nuevamente suspendido por hechos extra futbolísticos hasta que se reprogramó su regreso para el 18 de agosto.

## Formato
Los veinte equipos jugaron entre sí mediante sistema de todos contra todos una vez totalizando diecinueve partidos cada uno. Al término de las diecinueve fechas el primer equipo se proclamó campeón.
El campeón del Torneo Apertura clasificó a los play-offs y a la Copa Libertadores 2021, siempre y cuando se ubicó entre los ocho primeros de la tabla acumulada culminados los dos torneos. En caso de que no hubiera logrado ubicarse dentro de dicha posición, sería reemplazado por el club mejor ubicado en la tabla acumulada que no haya clasificado a los play-offs.
Debido a la pandemia por coronavirus, la situación económica de los clubes y a las grandes posibilidades de contagio debido a los largos viajes, la FPF optó por jugar lo que resta de torneo en las ciudades de Lima y Callao. Los estadios confirmados por parte de la FPF fueron los siguientes:
| Estadios                  |                           |                                                        |                                                        |                              |                              |                     |                     |
|                           |                           |                                                        |                                                        |                              |                              |                     |                     |
| Estadio Nacional          | Estadio Nacional          | Estadio Alberto Gallardo                               | Estadio Alberto Gallardo                               | Estadio Alejandro Villanueva | Estadio Alejandro Villanueva | Estadio Miguel Grau | Estadio Miguel Grau |
| Estadio Iván Elías Moreno | Estadio Iván Elías Moreno | Estadio de la Universidad Nacional Mayor de San Marcos | Estadio de la Universidad Nacional Mayor de San Marcos | Campo N.° 2 de la Videna     | Campo N.° 2 de la Videna     |                     |                     |

## Equipos participantes
En el torneo participaron 20 equipos: los 16 primeros clasificados en la tabla acumulada de la Liga 1 2019, el campeón de la Liga 2 2019, el campeón de la Copa Perú 2019 y el primer y segundo puesto del Cuadrangular de Ascenso 2019.

## Clasificación

### Tabla de posiciones
| Pos. | Equipo                    | PJ | PG | PE | PP | GF | GC | DG  | Pts. | Clasificación                                                  |
| ---- | ------------------------- | -- | -- | -- | -- | -- | -- | --- | ---- | -------------------------------------------------------------- |
| 1.°  | Universitario (G)         | 19 | 13 | 4  | 2  | 38 | 18 | +20 | 42   | Avanza a los Play-offs y clasifica a la Copa Libertadores 2021 |
| 2.°  | Sport Huancayo            | 19 | 10 | 5  | 4  | 23 | 15 | +8  | 35   |                                                                |
| 3.°  | Sporting Cristal          | 19 | 9  | 6  | 4  | 38 | 23 | +15 | 33   |                                                                |
| 4.°  | Universidad César Vallejo | 19 | 8  | 9  | 2  | 25 | 16 | +9  | 33   |                                                                |
| 5.°  | Carlos A. Mannucci        | 19 | 7  | 8  | 4  | 28 | 22 | +6  | 29   |                                                                |
| 6.°  | UTC                       | 19 | 7  | 8  | 4  | 24 | 20 | +4  | 29   |                                                                |
| 7.°  | Alianza Universidad       | 19 | 8  | 5  | 6  | 21 | 17 | +4  | 29   |                                                                |
| 8.°  | FBC Melgar                | 19 | 7  | 7  | 5  | 23 | 20 | +3  | 28   |                                                                |
| 9.°  | Ayacucho FC               | 19 | 7  | 6  | 6  | 28 | 21 | +7  | 27   |                                                                |
| 10.° | Cienciano                 | 19 | 8  | 3  | 8  | 27 | 23 | +4  | 27   |                                                                |
| 11.° | Deportivo Binacional      | 19 | 6  | 5  | 8  | 24 | 29 | -5  | 23   |                                                                |
| 12.° | Alianza Lima              | 19 | 5  | 7  | 7  | 19 | 20 | -1  | 22   |                                                                |
| 13.° | Academia Cantolao         | 19 | 6  | 4  | 9  | 21 | 33 | -12 | 22   |                                                                |
| 14.° | Deportivo Municipal       | 19 | 4  | 9  | 6  | 20 | 24 | -4  | 21   |                                                                |
| 15.° | Cusco FC                  | 19 | 5  | 6  | 8  | 26 | 31 | -5  | 21   |                                                                |
| 16.° | Universidad San Martín    | 19 | 5  | 6  | 8  | 20 | 27 | -7  | 21   |                                                                |
| 17.° | Sport Boys                | 19 | 5  | 5  | 9  | 24 | 33 | -9  | 19   |                                                                |
| 18.° | Carlos Stein              | 19 | 4  | 6  | 9  | 18 | 28 | -10 | 17   |                                                                |
| 19.° | Atlético Grau             | 19 | 3  | 8  | 8  | 17 | 27 | -10 | 17   |                                                                |
| 20.° | Deportivo Llacuabamba     | 19 | 2  | 5  | 12 | 25 | 42 | -17 | 11   |                                                                |

Fuente: ADFP
Reglas de clasificación: 1) Puntos; 2) Diferencia de goles; 3) Goles a favor; 4) Sorteo.
Si hay equipos con el mismo puntaje en el primer puesto: 2) Play-off.
(G) Ganador Fase 1.
Notas:

| 1. 2. 3. 4. 5. |

### Evolución de la clasificación
| Equipo / Fecha            | 1  | 2  | 3  | 4  | 5  | 6  | 7  | 8  | 9  | 10 | 11 | 12 | 13 | 14 | 15 | 16 | 17 | 18 | 19 |
| ------------------------- | -- | -- | -- | -- | -- | -- | -- | -- | -- | -- | -- | -- | -- | -- | -- | -- | -- | -- | -- |
| Universitario             | 8  | 2  | 1  | 4  | 4  | 4  | 4  | 3  | 1  | 1  | 1  | 1  | 1  | 1  | 1  | 1  | 1  | 1  | 1  |
| Sport Huancayo            | 9  | 11 | 11 | 13 | 7  | 9  | 5  | 8  | 11 | 8  | 5  | 7  | 4  | 4  | 4  | 6  | 2  | 2  | 2  |
| Sporting Cristal          | 15 | 10 | 13 | 15 | 15 | 17 | 13 | 13 | 10 | 6  | 8  | 5  | 3  | 2  | 2  | 3  | 4  | 3  | 3  |
| Universidad César Vallejo | 11 | 15 | 17 | 12 | 14 | 15 | 15 | 11 | 7  | 10 | 10 | 9  | 10 | 10 | 7  | 4  | 5  | 4  | 4  |
| Carlos A. Mannucci        | 1  | 3  | 8  | 11 | 13 | 14 | 10 | 7  | 5  | 5  | 9  | 6  | 9  | 6  | 6  | 2  | 3  | 5  | 5  |
| UTC                       | 7  | 4  | 3  | 6  | 8  | 7  | 12 | 14 | 12 | 9  | 6  | 3  | 5  | 3  | 3  | 5  | 6  | 7  | 6  |
| Alianza Universidad       | 4  | 1  | 2  | 1  | 1  | 1  | 2  | 2  | 2  | 3  | 3  | 10 | 7  | 8  | 9  | 7  | 7  | 6  | 7  |
| FBC Melgar                | 16 | 7  | 5  | 8  | 9  | 5  | 6  | 10 | 14 | 15 | 12 | 11 | 11 | 11 | 11 | 12 | 12 | 8  | 8  |
| Ayacucho FC               | 18 | 13 | 7  | 2  | 2  | 2  | 1  | 1  | 3  | 2  | 2  | 8  | 6  | 7  | 8  | 9  | 8  | 9  | 9  |
| Cienciano                 | 14 | 5  | 4  | 7  | 12 | 6  | 7  | 4  | 4  | 4  | 7  | 4  | 2  | 5  | 5  | 8  | 9  | 10 | 10 |
| Binacional                | 3  | 8  | 6  | 3  | 3  | 3  | 3  | 5  | 6  | 7  | 4  | 2  | 8  | 9  | 10 | 11 | 10 | 11 | 11 |
| Alianza Lima              | 13 | 17 | 10 | 16 | 10 | 13 | 16 | 15 | 16 | 13 | 15 | 13 | 14 | 13 | 13 | 10 | 11 | 12 | 12 |
| Academia Cantolao         | 6  | 12 | 16 | 10 | 5  | 8  | 9  | 6  | 9  | 12 | 14 | 15 | 16 | 15 | 15 | 15 | 13 | 13 | 13 |
| Deportivo Municipal       | 10 | 16 | 12 | 14 | 16 | 12 | 8  | 12 | 13 | 14 | 11 | 12 | 12 | 14 | 14 | 13 | 14 | 14 | 14 |
| Cusco FC                  | 19 | 19 | 19 | 17 | 17 | 16 | 11 | 9  | 8  | 11 | 13 | 14 | 15 | 12 | 12 | 14 | 15 | 15 | 15 |
| Universidad San Martín    | 2  | 14 | 15 | 9  | 11 | 11 | 14 | 16 | 17 | 17 | 18 | 17 | 18 | 18 | 19 | 17 | 18 | 16 | 16 |
| Sport Boys                | 5  | 9  | 9  | 5  | 6  | 10 | 17 | 18 | 15 | 16 | 17 | 18 | 19 | 19 | 18 | 19 | 19 | 18 | 17 |
| Carlos Stein              | 20 | 20 | 20 | 20 | 19 | 18 | 18 | 17 | 18 | 19 | 16 | 16 | 13 | 16 | 16 | 18 | 17 | 17 | 18 |
| Atlético Grau             | 17 | 18 | 18 | 19 | 20 | 20 | 20 | 19 | 20 | 20 | 20 | 19 | 17 | 17 | 17 | 16 | 16 | 19 | 19 |
| Deportivo Llacuabamba     | 12 | 6  | 14 | 18 | 18 | 19 | 19 | 20 | 19 | 18 | 19 | 20 | 20 | 20 | 20 | 20 | 20 | 20 | 20 |

| 1. 2. |

## Partidos
| Fecha 1             | Fecha 1   | Fecha 1               | Fecha 1                   | Fecha 1      | Fecha 1 | Fecha 1  |
| Local               | Resultado | Visitante             | Estadio                   | Fecha        | Hora    | TV       |
| ------------------- | --------- | --------------------- | ------------------------- | ------------ | ------- | -------- |
| Melgar              | 1 - 2     | Universitario         | Monumental de la UNSA     | 31 de enero  | 18:00   | Gol Perú |
| Alianza Lima        | 2 - 3     | Alianza Universidad   | Alejandro Villanueva      | 31 de enero  | 20:30   | Gol Perú |
| UTC                 | 2 - 1     | Sporting Cristal      | Héroes de San Ramón       | 1 de febrero | 15:00   | Gol Perú |
| Sport Huancayo      | 1 - 0     | Atlético Grau         | Huancayo                  | 1 de febrero | 17:30   | Gol Perú |
| Univ. César Vallejo | 1 - 1     | Deportivo Municipal   | Mansiche                  | 1 de febrero | 20:00   | Gol Perú |
| Univ. San Martín    | 3 - 1     | Ayacucho FC           | Alberto Gallardo          | 2 de febrero | 11:00   | Gol Perú |
| Academia Cantolao   | 2 - 1     | Cienciano             | Miguel Grau               | 2 de febrero | 13:00   | Gol Perú |
| Carlos Stein        | 0 - 3     | Carlos A. Mannucci    | Francisco Mendoza Pizarro | 2 de febrero | 15:00   | −        |
| Sport Boys          | 3 - 2     | Deportivo Llacuabamba | Miguel Grau               | 2 de febrero | 15:30   | Gol Perú |
| Cusco FC            | 0 - 2     | Binacional            | Inca Garcilaso de la Vega | 3 de febrero | 15:00   | Gol Perú |

| Fecha 2               | Fecha 2   | Fecha 2             | Fecha 2                      | Fecha 2      | Fecha 2 | Fecha 2  |
| Local                 | Resultado | Visitante           | Estadio                      | Fecha        | Hora    | TV       |
| --------------------- | --------- | ------------------- | ---------------------------- | ------------ | ------- | -------- |
| Ayacucho FC           | 2 - 1     | Sport Boys          | Ciudad de Cumaná             | 7 de febrero | 15:00   | Gol Perú |
| Atlético Grau         | 1 - 1     | Univ. César Vallejo | Campeones del 36             | 8 de febrero | 13:15   | −        |
| Binacional            | 2 - 4     | Melgar              | Guillermo Briceño Rosamedina | 8 de febrero | 15:00   | Gol Perú |
| Universitario         | 2 - 1     | Sport Huancayo      | Monumental                   | 8 de febrero | 20:00   | Gol Perú |
| Sporting Cristal      | 3 - 2     | Cusco FC            | Alberto Gallardo             | 9 de febrero | 11:00   | Gol Perú |
| Cienciano             | 4 - 0     | Univ. San Martín    | Inca Garcilaso de la Vega    | 9 de febrero | 15:00   | Gol Perú |
| Alianza Universidad   | 1 - 0     | Carlos Stein        | Heraclio Tapia               | 9 de febrero | 15:00   | −        |
| Deportivo Llacuabamba | 3 - 1     | Academia Cantolao   | Héroes de San Ramón          | 9 de febrero | 15:30   | −        |
| Carlos A. Mannucci    | 1 - 1     | Alianza Lima        | Mansiche                     | 9 de febrero | 17:15   | Gol Perú |
| Deportivo Municipal   | 0 - 0     | UTC                 | San Marcos                   | 9 de febrero | 19:30   | Gol Perú |

| Fecha 3             | Fecha 3   | Fecha 3               | Fecha 3                   | Fecha 3       | Fecha 3 | Fecha 3  |
| Local               | Resultado | Visitante             | Estadio                   | Fecha         | Hora    | TV       |
| ------------------- | --------- | --------------------- | ------------------------- | ------------- | ------- | -------- |
| Cienciano           | 5 - 2     | Deportivo Llacuabamba | Inca Garcilaso de la Vega | 14 de febrero | 15:00   | Gol Perú |
| Univ. César Vallejo | 0 - 2     | Binacional            | Mansiche                  | 14 de febrero | 20:00   | Gol Perú |
| Academia Cantolao   | 0 - 2     | Ayacucho FC           | Miguel Grau               | 15 de febrero | 13:00   | Gol Perú |
| Carlos Stein        | 1 - 3     | Universitario         | Carlos A. Olivares        | 15 de febrero | 15:00   | −        |
| Sport Boys          | 3 - 3     | Carlos A. Mannucci    | Miguel Grau               | 15 de febrero | 16:00   | Gol Perú |
| Alianza Lima        | 1 - 0     | Atlético Grau         | Alejandro Villanueva      | 15 de febrero | 20:00   | Gol Perú |
| Univ. San Martín    | 1 - 2     | Alianza Universidad   | Alberto Gallardo          | 16 de febrero | 11:00   | Gol Perú |
| Melgar              | 1 - 0     | Sporting Cristal      | Monumental de la UNSA     | 16 de febrero | 15:30   | Gol Perú |
| Sport Huancayo      | 1 - 1     | Deportivo Municipal   | Huancayo                  | 16 de febrero | 17:45   | Gol Perú |
| UTC                 | 2 - 1     | Cusco FC              | Héroes de San Ramón       | 17 de febrero | 15:00   | Gol Perú |

| Fecha 4               | Fecha 4   | Fecha 4             | Fecha 4                      | Fecha 4       | Fecha 4 | Fecha 4  |
| Local                 | Resultado | Visitante           | Estadio                      | Fecha         | Hora    | TV       |
| --------------------- | --------- | ------------------- | ---------------------------- | ------------- | ------- | -------- |
| Binacional            | 1 - 0     | UTC                 | Guillermo Briceño Rosamedina | 21 de febrero | 18:00   | Gol Perú |
| Deportivo Municipal   | 1 - 1     | Carlos Stein        | San Marcos                   | 21 de febrero | 21:00   | Gol Perú |
| Sporting Cristal      | 0 - 0     | Sport Huancayo      | Alberto Gallardo             | 22 de febrero | 11:00   | Gol Perú |
| Atlético Grau         | 2 - 3     | Sport Boys          | Campeones del 36             | 22 de febrero | 13:15   | −        |
| Cusco FC              | 3 - 1     | Melgar              | Inca Garcilaso de la Vega    | 22 de febrero | 15:30   | Gol Perú |
| Universitario         | 0 - 2     | Univ. César Vallejo | Monumental                   | 22 de febrero | 20:00   | Gol Perú |
| Carlos A. Mannucci    | 0 - 1     | Academia Cantolao   | Mansiche                     | 23 de febrero | 13:00   | Gol Perú |
| Ayacucho FC           | 2 - 0     | Alianza Lima        | Ciudad de Cumaná             | 23 de febrero | 15:30   | Gol Perú |
| Deportivo Llacuabamba | 1 - 2     | Univ. San Martín    | Héroes de San Ramón          | 24 de febrero | 15:00   | −        |
| Alianza Universidad   | 1 - 0     | Cienciano           | Heraclio Tapia               | 24 de febrero | 20:00   | −        |

| Fecha 5             | Fecha 5   | Fecha 5               | Fecha 5                   | Fecha 5       | Fecha 5 | Fecha 5  |
| Local               | Resultado | Visitante             | Estadio                   | Fecha         | Hora    | TV       |
| ------------------- | --------- | --------------------- | ------------------------- | ------------- | ------- | -------- |
| UTC                 | 1 - 1     | Melgar                | Héroes de San Ramón       | 28 de febrero | 15:00   | Gol Perú |
| Alianza Lima        | 1 - 0     | Deportivo Municipal   | Alejandro Villanueva      | 28 de febrero | 20:00   | Gol Perú |
| Academia Cantolao   | 1 - 0     | Atlético Grau         | Miguel Grau               | 29 de febrero | 13:00   | Gol Perú |
| Cienciano           | 1 - 4     | Ayacucho FC           | Inca Garcilaso de la Vega | 29 de febrero | 15:30   | Gol Perú |
| Alianza Universidad | 3 - 0     | Deportivo Llacuabamba | Heraclio Tapia            | 29 de febrero | 20:00   | −        |
| Univ. San Martín    | 2 - 2     | Carlos A. Mannucci    | Alberto Gallardo          | 1 de marzo    | 11:00   | Gol Perú |
| Sport Boys          | 3 - 3     | Universitario         | Miguel Grau               | 1 de marzo    | 15:00   | Gol Perú |
| Carlos Stein        | 1 - 1     | Binacional            | Carlos A. Olivares        | 1 de marzo    | 15:00   | −        |
| Univ. César Vallejo | 1 - 1     | Sporting Cristal      | Mansiche                  | 1 de marzo    | 17:45   | Gol Perú |
| Sport Huancayo      | 3 - 2     | Cusco FC              | Huancayo                  | 2 de marzo    | 20:00   | Gol Perú |

| Fecha 6               | Fecha 6   | Fecha 6             | Fecha 6                      | Fecha 6    | Fecha 6 | Fecha 6  |
| Local                 | Resultado | Visitante           | Estadio                      | Fecha      | Hora    | TV       |
| --------------------- | --------- | ------------------- | ---------------------------- | ---------- | ------- | -------- |
| Deportivo Llacuabamba | 2 - 2     | UTC                 | Héroes de San Ramón          | 6 de marzo | 15:00   | Gol Perú |
| Carlos A. Mannucci    | 0 - 2     | Cienciano           | Mansiche                     | 6 de marzo | 21:00   | Gol Perú |
| Sporting Cristal      | 0 - 1     | Carlos Stein        | Alberto Gallardo             | 7 de marzo | 11:00   | Gol Perú |
| Cusco FC              | 2 - 1     | Univ. César Vallejo | Túpac Amaru                  | 7 de marzo | 15:00   | Gol Perú |
| Deportivo Municipal   | 2 - 0     | Academia Cantolao   | San Marcos                   | 7 de marzo | 17:45   | Gol Perú |
| Melgar                | 1 - 0     | Sport Huancayo      | Monumental de la UNSA        | 7 de marzo | 20:00   | Gol Perú |
| Atlético Grau         | 0 - 0     | Univ. San Martín    | Campeones del 36             | 8 de marzo | 13:15   | −        |
| Universitario         | 2 - 0     | Alianza Lima        | Monumental                   | 8 de marzo | 15:00   | Gol Perú |
| Binacional            | 3 - 1     | Sport Boys          | Guillermo Briceño Rosamedina | 8 de marzo | 19:30   | Gol Perú |
| Ayacucho FC           | 1 - 1     | Alianza Universidad | Ciudad de Cumaná             | 9 de marzo | 15:00   | Gol Perú |

| Fecha 7               | Fecha 7   | Fecha 7             | Fecha 7              | Fecha 7      | Fecha 7    | Fecha 7        |
| Local                 | Resultado | Visitante           | Estadio              | Fecha        | Hora       | TV             |
| --------------------- | --------- | ------------------- | -------------------- | ------------ | ---------- | -------------- |
| Academia Cantolao     | 0 - 0     | Universitario       | Nacional             | 7 de agosto  | 18:00      | Gol Perú       |
| Cienciano             | 3 - 0     | Atlético Grau       | Alberto Gallardo     | 18 de agosto | 11:00      | Gol Perú       |
| Sport Boys            | 1 - 4     | Sporting Cristal    | Nacional             | 18 de agosto | 13:15      | Gol Perú       |
| Sport Huancayo        | 2 - 0     | UTC                 | Alberto Gallardo     | 18 de agosto | 15:30      | Gol Perú       |
| Univ. San Martín      | 0 - 1     | Deportivo Municipal | Nacional             | 18 de agosto | 18:00      | Gol Perú       |
| Carlos Stein          | 1 - 2     | Cusco FC            | Videna FPF           | 19 de agosto | 11:00      | DirecTV Sports |
| Alianza Universidad   | 0 - 1     | Carlos A. Mannucci  | Alejandro Villanueva | 19 de agosto | 13:15      | DirecTV Sports |
| Deportivo Llacuabamba | 1 - 3     | Ayacucho FC         | Videna FPF           | 19 de agosto | 15:30      | DirecTV Sports |
| Univ. César Vallejo   | 0 - 0     | Melgar              | Alejandro Villanueva | 19 de agosto | 18:00      | Gol Perú       |
| Alianza Lima          | 3 - 0     | Binacional          | (Walkover)           | (Walkover)   | (Walkover) | (Walkover)     |

| Fecha 8             | Fecha 8   | Fecha 8               | Fecha 8              | Fecha 8      | Fecha 8 | Fecha 8        |
| Local               | Resultado | Visitante             | Estadio              | Fecha        | Hora    | TV             |
| ------------------- | --------- | --------------------- | -------------------- | ------------ | ------- | -------------- |
| Binacional          | 2 - 3     | Academia Cantolao     | Nacional             | 25 de agosto | 11:00   | Gol Perú       |
| Sporting Cristal    | 1 - 1     | Alianza Lima          | Nacional             | 25 de agosto | 14:15   | Gol Perú       |
| Deportivo Municipal | 0 - 1     | Cienciano             | Nacional             | 25 de agosto | 18:00   | Gol Perú       |
| Carlos A. Mannucci  | 1 - 0     | Deportivo Llacuabamba | Miguel Grau          | 26 de agosto | 11:00   | Gol Perú       |
| UTC                 | 1 - 3     | Univ. César Vallejo   | Alejandro Villanueva | 26 de agosto | 13:15   | Gol Perú       |
| Ayacucho FC         | 1 - 1     | Sport Huancayo        | Miguel Grau          | 26 de agosto | 15:30   | Gol Perú       |
| Cusco FC            | 2 - 0     | Sport Boys            | Alejandro Villanueva | 26 de agosto | 18:00   | Gol Perú       |
| Universitario       | 2 - 0     | Univ. San Martín      | Alberto Gallardo     | 27 de agosto | 11:00   | Gol Perú       |
| Atlético Grau       | 1 - 1     | Alianza Universidad   | Videna FPF           | 27 de agosto | 13:15   | DirecTV Sports |
| Melgar              | 0 - 2     | Carlos Stein          | Alberto Gallardo     | 27 de agosto | 15:30   | Gol Perú       |

| Fecha 9               | Fecha 9   | Fecha 9             | Fecha 9              | Fecha 9         | Fecha 9 | Fecha 9        |
| Local                 | Resultado | Visitante           | Estadio              | Fecha           | Hora    | TV             |
| --------------------- | --------- | ------------------- | -------------------- | --------------- | ------- | -------------- |
| Alianza Lima          | 0 - 0     | Cusco FC            | Alberto Gallardo     | 29 de agosto    | 13:15   | Gol Perú       |
| Cienciano             | 1 - 3     | Universitario       | Alberto Gallardo     | 31 de agosto    | 11:00   | Gol Perú       |
| Academia Cantolao     | 2 - 6     | Sporting Cristal    | Alejandro Villanueva | 31 de agosto    | 13:15   | Gol Perú       |
| Univ. César Vallejo   | 2 - 0     | Sport Huancayo      | Alberto Gallardo     | 31 de agosto    | 15:30   | Gol Perú       |
| Alianza Universidad   | 1 - 1     | Deportivo Municipal | Videna FPF           | 31 de agosto    | 15:30   | DirecTV Sports |
| Sport Boys            | 1 - 0     | Melgar              | Alejandro Villanueva | 31 de agosto    | 18:00   | Gol Perú       |
| Carlos Stein          | 0 - 1     | UTC                 | Videna FPF           | 1 de septiembre | 11:00   | DirecTV Sports |
| Univ. San Martín      | 0 - 0     | Binacional          | Miguel Grau          | 1 de septiembre | 13:15   | Gol Perú       |
| Deportivo Llacuabamba | 2 - 0     | Atlético Grau       | Videna FPF           | 1 de septiembre | 15:30   | DirecTV Sports |
| Ayacucho FC           | 1 - 2     | Carlos A. Mannucci  | Alejandro Villanueva | 1 de septiembre | 18:00   | Gol Perú       |

| Fecha 10            | Fecha 10  | Fecha 10              | Fecha 10             | Fecha 10        | Fecha 10 | Fecha 10       |
| Local               | Resultado | Visitante             | Estadio              | Fecha           | Hora     | TV             |
| ------------------- | --------- | --------------------- | -------------------- | --------------- | -------- | -------------- |
| Melgar              | 2 - 2     | Alianza Lima          | Alberto Gallardo     | 7 de septiembre | 11:00    | Gol Perú       |
| Universitario       | 3 - 2     | Alianza Universidad   | Nacional             | 7 de septiembre | 13:15    | Gol Perú       |
| UTC                 | 2 - 1     | Sport Boys            | Alberto Gallardo     | 7 de septiembre | 15:30    | Gol Perú       |
| Binacional          | 0 - 0     | Cienciano             | Nacional             | 7 de septiembre | 18:00    | Gol Perú       |
| Sport Huancayo      | 1 - 0     | Carlos Stein          | Miguel Grau          | 8 de septiembre | 11:00    | Gol Perú       |
| Cusco FC            | 1 - 1     | Academia Cantolao     | Alejandro Villanueva | 8 de septiembre | 13:15    | Gol Perú       |
| Deportivo Municipal | 2 - 2     | Deportivo Llacuabamba | Miguel Grau          | 8 de septiembre | 15:30    | Gol Perú       |
| Carlos A. Mannucci  | 1 - 1     | Univ. César Vallejo   | Alejandro Villanueva | 8 de septiembre | 18:00    | Gol Perú       |
| Sporting Cristal    | 2 - 0     | Univ. San Martín      | Iván Elías Moreno    | 9 de septiembre | 13:00    | Gol Perú       |
| Atlético Grau       | 2 - 2     | Ayacucho FC           | Videna FPF           | 9 de septiembre | 15:30    | DirecTV Sports |

| Fecha 11              | Fecha 11  | Fecha 11            | Fecha 11             | Fecha 11         | Fecha 11 | Fecha 11       |
| Local                 | Resultado | Visitante           | Estadio              | Fecha            | Hora     | TV             |
| --------------------- | --------- | ------------------- | -------------------- | ---------------- | -------- | -------------- |
| Alianza Universidad   | 1 - 2     | Binacional          | Alberto Gallardo     | 11 de septiembre | 11:00    | DirecTV Sports |
| Alianza Lima          | 0 - 2     | UTC                 | Alberto Gallardo     | 11 de septiembre | 15:30    | Gol Perú       |
| Deportivo Llacuabamba | 0 - 1     | Universitario       | Videna FPF           | 12 de septiembre | 11:00    | DirecTV Sports |
| Sport Boys            | 0 - 1     | Sport Huancayo      | Iván Elías Moreno    | 12 de septiembre | 11:30    | Gol Perú       |
| Carlos Stein          | 2 - 2     | Univ. César Vallejo | Videna FPF           | 12 de septiembre | 15:00    | DirecTV Sports |
| Academia Cantolao     | 0 - 2     | Melgar              | Iván Elías Moreno    | 12 de septiembre | 15:30    | Gol Perú       |
| Univ. San Martín      | 1 - 2     | Cusco FC            | Miguel Grau          | 14 de septiembre | 11:00    | Gol Perú       |
| Ayacucho FC           | 1 - 2     | Deportivo Municipal | Alejandro Villanueva | 14 de septiembre | 13:15    | Gol Perú       |
| Carlos A. Mannucci    | 0 - 2     | Atlético Grau       | Miguel Grau          | 14 de septiembre | 15:30    | Gol Perú       |
| Cienciano             | 0 - 0     | Sporting Cristal    | Alejandro Villanueva | 14 de septiembre | 18:00    | Gol Perú       |

| Fecha 12            | Fecha 12  | Fecha 12              | Fecha 12          | Fecha 12         | Fecha 12 | Fecha 12       |
| Local               | Resultado | Visitante             | Estadio           | Fecha            | Hora     | TV             |
| ------------------- | --------- | --------------------- | ----------------- | ---------------- | -------- | -------------- |
| UTC                 | 3 - 1     | Academia Cantolao     | San Marcos        | 17 de septiembre | 13:00    | Gol Perú       |
| Univ. César Vallejo | 2 - 0     | Sport Boys            | San Marcos        | 17 de septiembre | 15:30    | Gol Perú       |
| Carlos Stein        | 1 - 1     | Atlético Grau         | San Marcos        | 18 de septiembre | 11:00    | DirecTV Sports |
| Binacional          | 2 - 1     | Deportivo Llacuabamba | Iván Elías Moreno | 18 de septiembre | 13:00    | Gol Perú       |
| Melgar              | 1 - 1     | Univ. San Martín      | San Marcos        | 18 de septiembre | 15:30    | Gol Perú       |
| Universitario       | 1 - 0     | Ayacucho FC           | San Marcos        | 18 de septiembre | 18:00    | Gol Perú       |
| Deportivo Municipal | 0 - 1     | Carlos A. Mannucci    | San Marcos        | 19 de septiembre | 11:00    | Gol Perú       |
| Sport Huancayo      | 1 - 1     | Alianza Lima          | Iván Elías Moreno | 19 de septiembre | 13:15    | Gol Perú       |
| Cusco FC            | 2 - 3     | Cienciano             | San Marcos        | 19 de septiembre | 15:30    | Gol Perú       |
| Sporting Cristal    | 2 - 1     | Alianza Universidad   | San Marcos        | 19 de septiembre | 18:00    | Gol Perú       |

| Fecha 13              | Fecha 13  | Fecha 13            | Fecha 13          | Fecha 13         | Fecha 13 | Fecha 13       |
| Local                 | Resultado | Visitante           | Estadio           | Fecha            | Hora     | TV             |
| --------------------- | --------- | ------------------- | ----------------- | ---------------- | -------- | -------------- |
| Sport Boys            | 0 - 1     | Carlos Stein        | Alberto Gallardo  | 21 de septiembre | 11:00    | Gol Perú       |
| Alianza Lima          | 1 - 1     | Univ. César Vallejo | Alberto Gallardo  | 21 de septiembre | 15:30    | Gol Perú       |
| Univ. San Martín      | 1 - 1     | UTC                 | Iván Elías Moreno | 22 de septiembre | 11:00    | Gol Perú       |
| Carlos A. Mannucci    | 2 - 2     | Universitario       | Alberto Gallardo  | 22 de septiembre | 13:15    | Gol Perú       |
| Atlético Grau         | 3 - 2     | Deportivo Municipal | Videna FPF        | 22 de septiembre | 15:00    | DirecTV Sports |
| Academia Cantolao     | 1 - 3     | Sport Huancayo      | Iván Elías Moreno | 22 de septiembre | 15:30    | Gol Perú       |
| Alianza Universidad   | 1 - 0     | Cusco FC            | Videna FPF        | 23 de septiembre | 11:00    | DirecTV Sports |
| Cienciano             | 3 - 1     | Melgar              | Miguel Grau       | 23 de septiembre | 15:00    | Gol Perú       |
| Deportivo Llacuabamba | 1 - 4     | Sporting Cristal    | Videna FPF        | 23 de septiembre | 15:30    | DirecTV Sports |
| Ayacucho FC           | 1 - 0     | Binacional          | Miguel Grau       | 24 de septiembre | 15:30    | Gol Perú       |

| Fecha 14            | Fecha 14  | Fecha 14              | Fecha 14    | Fecha 14         | Fecha 14 | Fecha 14       |
| Local               | Resultado | Visitante             | Estadio     | Fecha            | Hora     | TV             |
| ------------------- | --------- | --------------------- | ----------- | ---------------- | -------- | -------------- |
| Univ. César Vallejo | 1 - 1     | Academia Cantolao     | San Marcos  | 25 de septiembre | 10:00    | Gol Perú       |
| Sport Huancayo      | 4 - 3     | Univ. San Martín      | San Marcos  | 25 de septiembre | 13:00    | Gol Perú       |
| Universitario       | 2 - 0     | Atlético Grau         | San Marcos  | 25 de septiembre | 15:30    | Gol Perú       |
| Sport Boys          | 1 - 1     | Deportivo Municipal   | San Marcos  | 25 de septiembre | 18:00    | Gol Perú       |
| UTC                 | 3 - 0     | Cienciano             | San Marcos  | 26 de septiembre | 13:00    | Gol Perú       |
| Carlos Stein        | 0 - 2     | Alianza Lima          | Videna FPF  | 26 de septiembre | 15:00    | DirecTV Sports |
| Binacional          | 0 - 1     | Carlos A. Mannucci    | Miguel Grau | 26 de septiembre | 15:30    | Gol Perú       |
| Sporting Cristal    | 2 - 1     | Ayacucho FC           | San Marcos  | 26 de septiembre | 18:00    | Gol Perú       |
| Cusco FC            | 2 - 2     | Deportivo Llacuabamba | San Marcos  | 28 de septiembre | 12:00    | Gol Perú       |
| Melgar              | 1 - 0     | Alianza Universidad   | San Marcos  | 28 de septiembre | 15:30    | Gol Perú       |

| Fecha 15              | Fecha 15  | Fecha 15            | Fecha 15          | Fecha 15         | Fecha 15 | Fecha 15       |
| Local                 | Resultado | Visitante           | Estadio           | Fecha            | Hora     | TV             |
| --------------------- | --------- | ------------------- | ----------------- | ---------------- | -------- | -------------- |
| Academia Cantolao     | 2 - 2     | Carlos Stein        | Iván Elías Moreno | 29 de septiembre | 11:00    | Gol Perú       |
| Cienciano             | 0 - 0     | Sport Huancayo      | Miguel Grau       | 29 de septiembre | 13:15    | Gol Perú       |
| Univ. San Martín      | 0 - 1     | Univ. César Vallejo | Iván Elías Moreno | 29 de septiembre | 15:30    | Gol Perú       |
| Carlos A. Mannucci    | 3 - 3     | Sporting Cristal    | Iván Elías Moreno | 30 de septiembre | 13:00    | Gol Perú       |
| Deportivo Municipal   | 0 - 5     | Universitario       | Alberto Gallardo  | 30 de septiembre | 15:30    | Gol Perú       |
| Deportivo Llacuabamba | 1 - 1     | Melgar              | Videna FPF        | 1 de octubre     | 11:00    | DirecTV Sports |
| Ayacucho FC           | 1 - 1     | Cusco FC            | Miguel Grau       | 1 de octubre     | 15:00    | Gol Perú       |
| Alianza Universidad   | 0 - 0     | UTC                 | Videna FPF        | 1 de octubre     | 15:30    | DirecTV Sports |
| Alianza Lima          | 1 - 1     | Sport Boys          | Alberto Gallardo  | 7 de octubre     | 13:00    | Gol Perú       |
| Atlético Grau         | 2 - 2     | Binacional          | Iván Elías Moreno | 7 de octubre     | 15:30    | DirecTV Sports |

| Fecha 16            | Fecha 16  | Fecha 16              | Fecha 16   | Fecha 16     | Fecha 16 | Fecha 16       |
| Local               | Resultado | Visitante             | Estadio    | Fecha        | Hora     | TV             |
| ------------------- | --------- | --------------------- | ---------- | ------------ | -------- | -------------- |
| Carlos Stein        | 1 - 2     | Univ. San Martín      | San Marcos | 2 de octubre | 11:00    | DirecTV Sports |
| Univ. César Vallejo | 1 - 0     | Cienciano             | San Marcos | 2 de octubre | 15:30    | Gol Perú       |
| Sport Boys          | 1 - 2     | Academia Cantolao     | San Marcos | 3 de octubre | 10:30    | Gol Perú       |
| Binacional          | 1 - 3     | Deportivo Municipal   | San Marcos | 3 de octubre | 13:00    | Gol Perú       |
| Alianza Lima        | 2 - 0     | Deportivo Llacuabamba | San Marcos | 3 de octubre | 15:30    | Gol Perú       |
| Sporting Cristal    | 1 - 2     | Atlético Grau         | San Marcos | 3 de octubre | 18:00    | Gol Perú       |
| Cusco FC            | 0 - 4     | Carlos A. Mannucci    | San Marcos | 5 de octubre | 10:30    | Gol Perú       |
| Melgar              | 0 - 0     | Ayacucho FC           | San Marcos | 5 de octubre | 13:00    | Gol Perú       |
| Sport Huancayo      | 0 - 1     | Alianza Universidad   | San Marcos | 5 de octubre | 15:30    | Gol Perú       |
| UTC                 | 1 - 3     | Universitario (G)     | San Marcos | 5 de octubre | 18:00    | Gol Perú       |

| Fecha 17              | Fecha 17  | Fecha 17            | Fecha 17             | Fecha 17      | Fecha 17 | Fecha 17       |
| Local                 | Resultado | Visitante           | Estadio              | Fecha         | Hora     | TV             |
| --------------------- | --------- | ------------------- | -------------------- | ------------- | -------- | -------------- |
| Cienciano             | 0 - 1     | Carlos Stein        | Iván Elías Moreno    | 8 de octubre  | 10:30    | Gol Perú       |
| Deportivo Municipal   | 1 - 1     | Sporting Cristal    | Alejandro Villanueva | 8 de octubre  | 13:30    | Gol Perú       |
| Deportivo Llacuabamba | 0 - 2     | Sport Huancayo      | Alberto Gallardo     | 9 de octubre  | 11:00    | DirecTV Sports |
| Ayacucho FC           | 1 - 1     | UTC                 | Alejandro Villanueva | 9 de octubre  | 13:00    | Gol Perú       |
| Alianza Universidad   | 0 - 0     | Univ. César Vallejo | Alberto Gallardo     | 9 de octubre  | 15:30    | DirecTV Sports |
| Carlos A. Mannucci    | 1 - 1     | Melgar              | Alejandro Villanueva | 9 de octubre  | 18:00    | Gol Perú       |
| Univ. San Martín      | 1 - 1     | Sport Boys          | Iván Elías Moreno    | 10 de octubre | 11:00    | Gol Perú       |
| Academia Cantolao     | 1 - 0     | Alianza Lima        | Alberto Gallardo     | 10 de octubre | 13:15    | Gol Perú       |
| Atlético Grau         | 1 - 1     | Cusco FC            | Alejandro Villanueva | 10 de octubre | 15:00    | DirecTV Sports |
| Universitario         | 1 - 1     | Binacional          | Iván Elías Moreno    | 10 de octubre | 15:30    | Gol Perú       |

| Fecha 18            | Fecha 18  | Fecha 18              | Fecha 18             | Fecha 18      | Fecha 18 | Fecha 18            |
| Local               | Resultado | Visitante             | Estadio              | Fecha         | Hora     | TV                  |
| ------------------- | --------- | --------------------- | -------------------- | ------------- | -------- | ------------------- |
| Carlos Stein        | 3 - 3     | Deportivo Llacuabamba | Iván Elías Moreno    | 12 de octubre | 11:00    | DirecTV Sports      |
| Academia Cantolao   | 1 - 2     | Alianza Universidad   | Iván Elías Moreno    | 12 de octubre | 15:00    | Gol Perú            |
| Cusco FC            | 1 - 1     | Deportivo Municipal   | Alejandro Villanueva | 13 de octubre | 10:30    | Gol Perú            |
| Alianza Lima        | 0 - 1     | Univ. San Martín      | Alberto Gallardo     | 13 de octubre | 13:15    | Gol Perú            |
| Sport Huancayo      | 1 - 0     | Binacional            | Alejandro Villanueva | 13 de octubre | 15:30    | Gol Perú (diferido) |
| Melgar              | 3 - 0     | Atlético Grau         | Iván Elías Moreno    | 14 de octubre | 11:00    | Gol Perú            |
| Sport Boys          | 2 - 1     | Cienciano             | Alejandro Villanueva | 14 de octubre | 13:15    | Gol Perú            |
| Univ. César Vallejo | 2 - 1     | Ayacucho FC           | Iván Elías Moreno    | 14 de octubre | 15:30    | Gol Perú            |
| Sporting Cristal    | 1 - 0     | Universitario         | Nacional             | 15 de octubre | 14:00    | Gol Perú            |
| UTC                 | 2 - 2     | Carlos A. Mannucci    | Nacional             | 15 de octubre | 18:15    | Gol Perú            |

| Fecha 19              | Fecha 19  | Fecha 19            | Fecha 19             | Fecha 19      | Fecha 19 | Fecha 19       |
| Local                 | Resultado | Visitante           | Estadio              | Fecha         | Hora     | TV             |
| --------------------- | --------- | ------------------- | -------------------- | ------------- | -------- | -------------- |
| Univ. San Martín      | 2 - 1     | Academia Cantolao   | Alberto Gallardo     | 16 de octubre | 15:00    | Gol Perú       |
| Deportivo Municipal   | 1 - 2     | Melgar              | Alejandro Villanueva | 17 de octubre | 13:15    | Gol Perú       |
| Alianza Universidad   | 0 - 1     | Sport Boys          | Videna FPF           | 17 de octubre | 15:30    | DirecTV Sports |
| Cienciano             | 2 - 1     | Alianza Lima        | Iván Elías Moreno    | 17 de octubre | 15:30    | Gol Perú       |
| Binacional            | 3 - 6     | Sporting Cristal    | Alejandro Villanueva | 17 de octubre | 18:00    | Gol Perú       |
| Deportivo Llacuabamba | 2 - 3     | Univ. César Vallejo | Videna FPF           | 19 de octubre | 11:00    | DirecTV Sports |
| Ayacucho FC           | 3 - 0     | Carlos Stein        | San Marcos           | 19 de octubre | 11:00    | Gol Perú       |
| Universitario         | 3 - 2     | Cusco FC            | San Marcos           | 19 de octubre | 14:00    | Gol Perú       |
| Atlético Grau         | 0 - 0     | UTC                 | Videna FPF           | 19 de octubre | 15:30    | DirecTV Sports |
| Carlos A. Mannucci    | 0 - 1     | Sport Huancayo      | Alejandro Villanueva | 19 de octubre | 18:15    | Gol Perú       |

### Once ideal
| Portero        | Defensores                                                 | Mediocampistas                                | Delanteros                                      |
| -------------- | ---------------------------------------------------------- | --------------------------------------------- | ----------------------------------------------- |
| Manuel Heredia | Josué Estrada Federico Alonso Jimmy Valoyes Iván Santillán | Martín Távara Abdiel Ayarza Alejandro Hohberg | Emanuel Herrera Yorley Mena Jonathan Dos Santos |